# Eisenbahn-Revue International
Az Eisenbahn-Revue International (röviden: ERI) egy 1994 óta Svájcban megjelenő, Németországra összpontosító vasúti szaklap. A lapot a luzerni Minirex AG adja ki, és kritikusan és elkötelezetten foglalkozik az európai vasúti világgal. Évente 11 szám jelenik meg (példányszám: 5200).
Ugyanez a kiadó 1978 óta adja ki a Schweizer Eisenbahn-Revue (röviden: SER) (példányszáma 10 100), 1995 óta az Eisenbahn Österreich (EBÖ) (példányszáma 5400), 2006 óta a Railway Update és 2010 óta a Schienenverkehr aktuell című folyóiratokat. A kiadványok tartalma részben azonos (országspecifikus fókusszal).
Az Eisenbahn Österreich már 1959 körül egy másik kiadó gondozásában jelent meg.
A Eisenbahn-Revue International 1994 januárjában jelent meg először, kezdetben évi hat számmal.
1995-ben és 1996-ban a magazin egyenként kilenc, végül 1997-ben tíz számmal jelent meg.